# Вашты (озеро)
Вашты́ (Ваштым) — озеро в городском округе Верхняя Пышма Свердловской области России. Находится на водоразделе рек Исети и Кымты. Из озера вытекает река Ваштымский Исток, который впадает в реку Шитовской Исток, вытекающий из Шитовского озера, являвшийся истоком реки Исети.

## Расположение
Озеро Вашты расположено на 26-м километре Серовского тракта в направлении от Екатеринбурга. От трассы до озера 3 километра, широкая просёлочная дорога сворачивает вправо и идёт по густому смешанному лесу. Озеро окружено лесом, в котором много ягодных (клюквенных) и грибных мест.

## Морфометрия
Площадь поверхности — 1,56 км². Озеро небольшое — 1,5 км в поперечнике, имеет почти круглую форму. Глубины в среднем 1 м, берега заболочены.

## Топонимика
А. К. Матвеев в книге «Географические названия Свердловской области» относит название озера Шитовское (старое название Шиты или Щиты), к группе субстратных названий на «ты», «тым», которые могут быть древнепермскими или древнеугорскими. Сюда же он относил названия Вашты и Балтым. Общий компонент «ты» сближается со словами языка коми «ты», южномансийским (и венгерским) «то» — «озеро». Таким образом, названия всех этих озёр, возможно, восходят к каким-то пермским или угорским источникам.

## Фауна озера
В озере обитают окунь, карась и щука. Рыба привлекает рыбаков. Летом лучше всего рыбачить со стороны северного берега. В начале зимы по перволедью хороший клёв окуня.

## История
В советское время рядом с озером разрабатывали торфяник, к нему подходила узкоколейка, по которой вывозили торф. С 1930 года на берегу озера работал дом отдыха, а с 1958 года действовала Ваштымская птицеферма, вокруг которой сформировался посёлок Вашты, позднее прекративший существование. 

## Археология
Впервые эту территорию обследовал ещё археолог-любитель Н. А. Рыжников в 1890 году. Он добирался сюда на лодке по Ваштымскому Истоку и совместно с О. Е. Клером собрал около 16 кг керамики, каменных орудий и осколков кремней.
Позднее на берегах озера выявлены археологические памятники:
- Поселение Вашты I (энеолит, ранний железный век, бронзовый век). Южный берег озера, рядом и частично заходя на территорию бывшей птицефабрики (с восточной стороны).
- Стоянка Вашты II (бронзовый век). Южный берег озера.
- Поселение Вашты III (бронзовый век, ранний железный век). Территория бывшей птицефабрики на южном берегу. Коренной берег в этом месте делает крутой изгиб к западу, образуя мысовидный выступ.
- Стоянка Вашты IV (бронзовый век). Юго-западный берег озера, на восточной окраине острова в болоте.
- Поселение Вашты V (бронзовый век, ранний железный век). Западный берег озера, в центре острова в болоте.
- Поселение Вашты VI (неолит, энеолит, ранний железный век). Западный берег озера, на том же острове, что и поселение Вашты V, в 100 м к востоку от него.
- Стоянка Вашты VI А (неолит). Западный берег озера, южнее поселения Вашты VI.

## Данные водного реестра
По данным государственного водного реестра России, озеро Вашты относится к Иртышскому бассейновому округу, речному бассейну Иртыша, речному подбассейну Тобола (российская часть бассейна). Водохозяйственный участок —Исеть от истока до города Екатеринбурга.
Код объекта в государственном водном реестре — 14010500511111200006812.